# 2010 日本女子サッカーリーグ
- 日本女子サッカーリーグ  > 2010 日本女子サッカーリーグ
- 2010年のスポーツ  >  2010年のサッカー  > 2010 日本女子サッカーリーグ

2010 日本女子サッカーリーグは、2010年4月から11月までにかけて行われた第21回目の日本女子サッカーリーグである。このシーズンもプレナス株式会社が協賛し、「プレナスなでしこリーグ2010」（1部）「プレナスチャレンジリーグ2010EAST/WEST」（2部）として開催された。

## 概要
- 本年度から2部リーグ（チャレンジリーグ）の試合方式を大幅に変更し、チャレンジリーグからなでしこリーグへの入れ替え方式も一部変更された。
- 参加チームは1部リーグ（なでしこリーグ）に10チーム、2部リーグ（チャレンジリーグ）に12チーム。チャレンジリーグはこれまでの1リーグ制から東西2地区制になった。

## 大会概要
- 開催期間：2010年4月4日‐10月31日
- なでしこリーグ（1部）

2010年4月4日-10月31日
10チーム2回総当り。
- チャレンジリーグEAST（2部/東地区）・チャレンジリーグWEST（2部/西地区）

2010年4月4日-9月15日
それぞれの地区8チームによる3回戦総当たり。
- なでしこリーグ/チャレンジリーグ入れ替え戦出場チーム決定戦

2010年10月11日-10月23日
「なでしこリーグ準加盟」のチャレンジリーグ参加チームの成績での東西各々上位2チーム(計4チーム)による1回戦総当り
※但し、準加盟チームが各リーグ最下位になった場合、下記「チャレンジリーグ入れ替え戦」に回るため決定戦への出場不可(他チームによる代替も無し)
- なでしこリーグ/チャレンジリーグ入れ替え戦

2010年11月3日・11月7日
前述の「入れ替え戦出場チーム決定戦」を勝ち抜いたチームと、なでしこリーグ10位のチームによる2試合制の入れ替え戦
- チャレンジリーグ入れ替え戦出場チーム決定戦

2010年11月5日-11月7日
チャレンジリーグ参入を希望するチームのうち、チャレンジリーグ加盟に相当すると認められた4チームによる1回総当り
- チャレンジリーグ入れ替え戦

2010年11月14日・11月21日
チャレンジリーグ東西最下位チーム（なでしこリーグ準加盟のチームも含む）と、前述「入れ替え戦出場チーム決定戦」を勝ち抜いた上位2チームによる2試合制の入れ替え戦
- 試合時間

90分（45分ハーフ）。90分以内で勝敗が決しない場合は引き分けとする。
- 順位

勝ち点（勝利3点、引分1点、敗戦0点）の多いチームを上位とし、勝ち点の合計が同じ場合は以下の順序で順位を決める。
1. 全試合の得失点差
2. 全試合の総得点数
3. 直接対決の成績（1.勝ち点2.得失点差）
4. 順位決定戦（必要な場合のみ）

## 参加チーム

### なでしこリーグ（1部）
| チーム名                               | 監督       | ホームタウン                 | 前年成績          |
| -------------------------------------- | ---------- | ---------------------------- | ----------------- |
| 東京電力女子サッカー部マリーゼ         | 菅野将晃   | 福島県双葉郡楢葉町・広野町   | なでしこDiv.1 3位 |
| 浦和レッドダイヤモンズ・レディース     | 村松浩     | 埼玉県さいたま市             | なでしこDiv.1 1位 |
| ASエルフェン狭山FC                     | 大石裕弘 ※ | 埼玉県狭山市                 | なでしこDiv.2 1位 |
| ジェフユナイテッド市原・千葉レディース | 上村崇士   | 千葉県市原市・千葉市         | なでしこDiv.1 5位 |
| 日テレ・ベレーザ                       | 星川敬     | 東京都稲城市                 | なでしこDiv.1 2位 |
| アルビレックス新潟レディース           | 奥山達之   | 新潟県新潟市・北蒲原郡聖籠町 | なでしこDiv.1 7位 |
| 伊賀フットボールクラブくノ一           | 大嶽直人 ※ | 三重県伊賀市                 | なでしこDiv.2 2位 |
| INAC神戸レオネッサ                     | 田渕径二   | 兵庫県神戸市                 | なでしこDiv.1 4位 |
| 岡山湯郷Belle                          | 本田美登里 | 岡山県美作市                 | なでしこDiv.1 6位 |
| 福岡J・アンクラス                      | 河島美絵   | 福岡県春日市                 | なでしこDiv.2 3位 |

1. ↑  ※印は新任
2. 1 2  2009ディビジョン2の上位2チームとして自動昇格
3. ↑  2009ディビジョン1・最下位のスペランツァF.C.高槻との入れ替え戦を制しての昇格

### チャレンジリーグ（2部）

#### チャレンジリーグ/EAST（東地区）
| チーム名                     | 監督       | ホームタウン       | 前年成績          |
| ---------------------------- | ---------- | ------------------ | ----------------- |
| ノルディーア北海道           | 山田静     | 北海道札幌市       | 北海道リーグ 3位  |
| 常盤木学園高等学校           | 阿部由晴   | 宮城県仙台市       | [ 注 4 ]          |
| JFAアカデミー福島            | 沖山雅彦   | 福島県双葉郡楢葉町 | [ 注 4 ]          |
| 日本体育大学                 | 矢野晴之介 | 神奈川県横浜市     | [ 注 3 ]          |
| AC長野パルセイロ・レディース | 椚陽介     | 長野県長野市       | なでしこDiv.2 5位 |
| 清水第八プレアデス           | 山梨京子   | 静岡県静岡市       | なでしこDiv.2 4位 |

1. ↑  太字はなでしこリーグ準加盟チーム。
2. ↑  「ASC adooma」から改称
3. 1 2  チャレンジリーグ参入決定戦Bグループ上位3チームに勝ち残り新規参入。
4. 1 2  チャレンジリーグ参入決定戦Aグループ上位3チームに勝ち残り新規参入。
5. ↑  「大原学園JaSRA女子サッカークラブ」から改称

#### チャレンジリーグ/WEST（西地区）
| チーム名                         | 監督       | ホームタウン     | 前年成績          |
| -------------------------------- | ---------- | ---------------- | ----------------- |
| 静岡産業大学磐田ボニータ         | 三浦哲治   | 静岡県磐田市     | 東海リーグ 2位    |
| バニーズ京都SC                   | 宮宇地昭   | 京都府京都市     | なでしこDiv.2 6位 |
| スペランツァF.C.高槻             | 細田真砂智 | 大阪府高槻市     | なでしこDiv.1 8位 |
| アギラス神戸                     | 山口剛     | 兵庫県神戸市     | [ 注 6 ]          |
| ルネサンス熊本フットボールクラブ | 山形秀晴   | 熊本県熊本市     | なでしこDiv.2 8位 |
| ジュ ブリーレ 鹿児島             | 出口泉     | 鹿児島県鹿児島市 | なでしこDiv.2 7位 |

1. ↑  太字はなでしこリーグ準加盟チーム。斜体字は準加盟申請をしており、現在承認待ちを受けている段階のチーム。
2. ↑  「静岡産業大学」から改称
3. ↑  チャレンジリーグ参入決定戦Aグループ上位3チームに勝ち残り新規参入。
4. ↑  福岡J・アンクラスとのなでしこリーグ入れ替え戦に敗れ、降格
5. ↑  「FC AGUILAS」から改称
6. ↑  チャレンジリーグ参入決定戦Bグループ上位3チームに勝ち残り新規参入。

### チャレンジリーグからなでしこリーグへの昇格方法
- 本年度より「なでしこリーグ準加盟」制度（上表の太字のチーム）が取り入れられ、チャレンジリーグからなでしこリーグへの参加はなでしこリーグ準加盟のチームのみに認められる方式となった。
- チャレンジリーグの成績において、準加盟チームの中での成績上位2チームずつの4チームがなでしこリーグ/チャレンジリーグ入れ替え戦に出場チーム決定戦に出場（但し、その地区に2チーム以下しかない場合でも最下位となった場合は「チャレンジリーグ入れ替え戦」に回るため出場不可）。そこで優勝すれば、なでしこリーグ最下位チームとの入れ替え戦に出場し、なでしこリーグ参入を目指す方式となった。

## 結果

### なでしこリーグ
| 順位 | チーム名                     | 勝点 | 試 | 勝 | 分 | 負 | 得点 | 失点 | 差  | 備考                                                                |
| ---- | ---------------------------- | ---- | -- | -- | -- | -- | ---- | ---- | --- | ------------------------------------------------------------------- |
| 1    | 日テレ・ベレーザ             | 49   | 18 | 16 | 1  | 1  | 48   | 14   | +34 |                                                                     |
| 2    | 浦和レッズレディース         | 43   | 18 | 14 | 1  | 3  | 45   | 11   | +34 |                                                                     |
| 3    | TEPCOマリーゼ                | 34   | 18 | 11 | 1  | 6  | 35   | 20   | +15 |                                                                     |
| 4    | INAC神戸レオネッサ           | 34   | 18 | 11 | 1  | 6  | 32   | 22   | +11 |                                                                     |
| 5    | 岡山湯郷Belle                | 29   | 18 | 9  | 2  | 7  | 32   | 30   | +2  |                                                                     |
| 6    | アルビレックス新潟レディース | 28   | 18 | 9  | 1  | 8  | 36   | 24   | +12 |                                                                     |
| 7    | ジェフ千葉レディース         | 25   | 18 | 8  | 1  | 9  | 30   | 36   | -6  |                                                                     |
| 8    | 福岡J・アンクラス            | 8    | 18 | 2  | 2  | 14 | 15   | 41   | -26 |                                                                     |
| 9    | ASエルフェン狭山FC           | 7    | 18 | 2  | 1  | 15 | 9    | 56   | -47 |                                                                     |
| 10   | 伊賀フットボールクラブくノ一 | 6    | 18 | 1  | 3  | 14 | 10   | 39   | -29 | なでしこリーグ/チャレンジリーグ入れ替え戦に出場, なでしこリーグ残留 |

### チャレンジリーグ/EAST
| 順位 | チーム名                     | 勝点 | 試 | 勝 | 分 | 負 | 得点 | 失点 | 差  | 備考                                                            |
| ---- | ---------------------------- | ---- | -- | -- | -- | -- | ---- | ---- | --- | --------------------------------------------------------------- |
| 1    | 常盤木学園高等学校サッカー部 | 38   | 15 | 15 | 2  | 1  | 63   | 18   | +45 |                                                                 |
| 2    | JFAアカデミー福島            | 34   | 15 | 11 | 1  | 3  | 46   | 26   | +20 |                                                                 |
| 3    | 日本体育大学女子サッカー部   | 26   | 15 | 8  | 2  | 5  | 29   | 19   | +10 |                                                                 |
| 4    | AC長野パルセイロ・レディース | 15   | 15 | 4  | 3  | 8  | 23   | 38   | -15 | なでしこリーグ/チャレンジリーグ入れ替え戦出場チーム決定戦に出場 |
| 5    | ノルディーア北海道           | 8    | 15 | 2  | 2  | 11 | 10   | 36   | -26 |                                                                 |
| 6    | 清水第八プレアデス           | 8    | 15 | 2  | 2  | 11 | 14   | 48   | -34 | チャレンジリーグ入れ替え戦に出場, 地域リーグに降格              |

（注）太字のチームはなでしこリーグ準加盟チーム。

### チャレンジリーグ/WEST
| 順位 | チーム名                         | 勝点 | 試 | 勝 | 分 | 負 | 得点 | 失点 | 差  | 備考                                                            |
| ---- | -------------------------------- | ---- | -- | -- | -- | -- | ---- | ---- | --- | --------------------------------------------------------------- |
| 1    | スペランツァF.C.高槻             | 42   | 15 | 14 | 0  | 1  | 63   | 14   | +49 | なでしこリーグ/チャレンジリーグ入れ替え戦出場チーム決定戦に出場 |
| 2    | バニーズ京都SC                   | 26   | 15 | 8  | 2  | 5  | 32   | 23   | +9  | なでしこリーグ/チャレンジリーグ入れ替え戦出場チーム決定戦に出場 |
| 3    | 静岡産業大学磐田ボニータ         | 24   | 15 | 7  | 3  | 5  | 29   | 24   | +5  |                                                                 |
| 4    | アギラス神戸                     | 20   | 15 | 5  | 5  | 5  | 21   | 24   | -3  |                                                                 |
| 5    | ジュ ブリーレ 鹿児島             | 16   | 15 | 5  | 1  | 9  | 18   | 33   | -15 |                                                                 |
| 6    | ルネサンス熊本フットボールクラブ | 1    | 15 | 0  | 1  | 14 | 10   | 55   | -45 | チャレンジリーグ入れ替え戦に出場, 地域リーグに降格              |

（注）太字のチームはなでしこリーグ準加盟チーム。

## 表彰
表彰式は2010年11月3日に行われた。

### 表彰式 受賞者
| 賞                     | 受賞者                                          | 所属                             |
| なでしこリーグ         | なでしこリーグ                                  | なでしこリーグ                   |
| ---------------------- | ----------------------------------------------- | -------------------------------- |
| 最優秀選手賞（MVP）    | 大野忍                                          | 日テレ・ベレーザ                 |
| 得点王                 | 大野忍（13得点）                                | 日テレ・ベレーザ                 |
| 敢闘賞                 | 山郷のぞみ                                      | 浦和レッドダイヤモンズレディース |
| 新人賞                 | 藤田のぞみ                                      | 浦和レッドダイヤモンズレディース |
| ベストイレブン         | 山郷のぞみ（GK）                                | 浦和レッドダイヤモンズレディース |
| ベストイレブン         | 近賀ゆかり（DF）                                | 日テレ・ベレーザ                 |
| ベストイレブン         | 矢野喬子（DF）                                  | 浦和レッドダイヤモンズレディース |
| ベストイレブン         | 岩清水梓（DF）                                  | 日テレ・ベレーザ                 |
| ベストイレブン         | 鮫島彩（DF）                                    | 東京電力女子サッカー部マリーゼ   |
| ベストイレブン         | 上尾野辺めぐみ（MF）                            | アルビレックス新潟レディース     |
| ベストイレブン         | 庭田亜樹子（MF）                                | 浦和レッドダイヤモンズレディース |
| ベストイレブン         | 柳田美幸（MF）                                  | 浦和レッドダイヤモンズレディース |
| ベストイレブン         | 大野忍（FW）                                    | 日テレ・ベレーザ                 |
| ベストイレブン         | 川澄奈穂美（FW）                                | INAC神戸レオネッサ               |
| ベストイレブン         | 荒川恵理子（FW）                                | 浦和レッドダイヤモンズレディース |
| 優勝監督賞             | 森栄次                                          | 日テレ・ベレーザ                 |
| フェアプレー賞         | 浦和レッドダイヤモンズレディース                | －                               |
| チャレンジリーグEAST   |                                                 |                                  |
| 最優秀選手賞（MVP）    | 斉藤あかね                                      | 常盤木学園高等学校               |
| フェアプレー賞         | 常盤木学園高等学校                              | －                               |
| チャレンジリーグWEST   |                                                 |                                  |
| 最優秀選手賞（MVP）    | 虎尾直美                                        | スペランツァＦ.Ｃ.高槻           |
| フェアプレー賞         | 静岡産業大学磐田ボニータ スペランツァＦ.Ｃ.高槻 | －                               |
| その他表彰             |                                                 |                                  |
| 通算200試合出場        | 柳田美幸                                        | 浦和レッドダイヤモンズレディース |
| 通算200試合出場        | 新甫まどか                                      | ジュ ブリーレ 鹿児島             |
| サポーターが選ぶＭＶＰ | 鮫島彩                                          | 東京電力女子サッカー部マリーゼ   |

出典: 「プレナスなでしこリーグ2010/プレナスチャレンジリーグ2010」表彰式受賞者発表

## 得点ランキング
| 順位 | 選手           | 所属                                   | 得点 |
| ---- | -------------- | -------------------------------------- | ---- |
| 1    | 大野忍         | 日テレ・ベレーザ                       | 13   |
| 2    | 安田有希       | ジェフユナイテッド市原・千葉レディース | 11   |
| T3   | 荒川恵理子     | 浦和レッドダイヤモンズレディース       | 10   |
| T3   | 菅澤優衣香     | アルビレックス新潟レディース           | 10   |
| 5    | 深澤里沙       | ジェフユナイテッド市原・千葉レディース | 9    |
| T6   | 岩渕真奈       | 日テレ・ベレーザ                       | 8    |
| T6   | 川澄奈穂美     | INAC神戸レオネッサ                     | 8    |
| T6   | 髙瀬愛実       | INAC神戸レオネッサ                     | 8    |
| T9   | 中野真奈美     | 岡山湯郷Belle                          | 7    |
| T9   | 上尾野辺めぐみ | アルビレックス新潟レディース           | 7    |

出典: ランキング

## 入れ替え戦の成績

### なでしこリーグ/チャレンジリーグ入れ替え戦出場チーム決定戦
「なでしこリーグ準加盟」のチャレンジリーグの成績により長野、高槻、京都の3チーム（EASTは長野、清水の2チームしか準加盟がなかったが、清水が最下位に終わったため規定により出場不可となった）が総当りを行い、高槻が優勝して入れ替え戦出場権を獲得。
| 順位 | チーム名                     | 点 | 試 | 勝 | 分 | 負 | 得 | 失 | 差  | 備考                                                                  |
| ---- | ---------------------------- | -- | -- | -- | -- | -- | -- | -- | --- | --------------------------------------------------------------------- |
| 1    | スペランツァF.C.高槻         | 6  | 2  | 2  | 0  | 0  | 12 | 1  | +11 | なでしこリーグ/チャレンジリーグ入れ替え戦に出場, チャレンジリーグ残留 |
| 2    | バニーズ京都SC               | 3  | 2  | 1  | 0  | 1  | 2  | 7  | -5  |                                                                       |
| 3    | AC長野パルセイロ・レディース | 0  | 2  | 0  | 0  | 2  | 1  | 7  | -6  |                                                                       |

| 2010年10月11日 13:00 |

| バニーズ京都SC              | 2 - 0          | AC長野パルセイロ・レディース |
| 秋山涼 62分 · 渡辺樹里 84分 | 公式記録 (PDF) |                              |

| 京都府南丹市園部公園陸上競技場, 南丹市 |

| 2010年10月17日 13:00 |

| スペランツァF.C.高槻                                                             | 7 - 0          | バニーズ京都SC |
| 伊丹絵美 3分, 85分, 90+1分 · 虎尾直美 32分, 82分 · 柏原慶子 47分 · 重本祐佳 67分 | 公式記録 (PDF) |                |

| 高槻市萩谷総合運動公園サッカー場, 高槻市 |

| 2010年10月23日 14:00 |

| AC長野パルセイロ・レディース | 1 - 5          | スペランツァF.C.高槻                                      |
| 濵垣香菜 78分                | 公式記録 (PDF) | 虎尾直美 49分 · 伊丹絵美 50分, 51分, 85分 · 相澤舞衣 83分 |

| 南長野運動公園総合球技場, 長野市 |

### なでしこリーグ/チャレンジリーグ入れ替え戦
前述の大会で優勝した高槻となでしこリーグ最下位の伊賀が対戦。
| チーム #1            | 合計  | チーム #2    | 第1戦 | 第2戦 |
| -------------------- | ----- | ------------ | ----- | ----- |
| スペランツァF.C.高槻 | 1 - 3 | 伊賀FCくノ一 | 1 - 2 | 0 - 1 |

| 2010年11月3日 13:00 |

| スペランツァF.C.高槻 | 1 - 2          | 伊賀FCくノ一                  |
| 奥田亜希子 90分      | 公式記録 (PDF) | 藤本綾乃 28分 · 園村奈菜 77分 |

| 高槻市萩谷総合運動公園サッカー場, 高槻市 |

| 2010年11月7日 13:00 |

| 伊賀FCくノ一  | 1 - 0          | スペランツァF.C.高槻 |
| 園村奈菜 85分 | 公式記録 (PDF) |                      |

| 上野運動公園競技場, 伊賀市 |

結果、伊賀FCくノ一がなでしこリーグに残留、スペランツァF.C.高槻がチャレンジリーグに残留。

### チャレンジリーグ入れ替え戦出場チーム決定戦
チャレンジリーグ参入希望チームのうち、厳正な審査によりチャレンジリーグ参入相当と認められたスフィーダ世田谷FC、豊田レディースフットボールクラブ、吉備国際大学、HOYOスカラブFCの4チームが1回総当りリーグを行う。上位2チームがチャレンジリーグ入れ替え戦に出場する。
試合は全試合三重県営鈴鹿スポーツガーデンで開催された。
| 位 | チーム名           | 点 | 試 | 勝 | 分 | 負 | 得 | 失 | 差  | 備考                                                        |
| -- | ------------------ | -- | -- | -- | -- | -- | -- | -- | --- | ----------------------------------------------------------- |
| 1  | 吉備国際大学       | 9  | 3  | 3  | 0  | 0  | 14 | 2  | +12 | チャレンジリーグ入れ替え戦に進出, 2011 チャレンジリーグ昇格 |
| 2  | スフィーダ世田谷FC | 6  | 3  | 2  | 0  | 1  | 6  | 3  | +3  | チャレンジリーグ入れ替え戦に進出, 2011 チャレンジリーグ昇格 |
| 3  | HOYOスカラブFC     | 1  | 3  | 0  | 1  | 2  | 2  | 9  | -7  |                                                             |
| 4  | 豊田レディースFC   | 1  | 3  | 0  | 1  | 2  | 0  | 8  | -8  |                                                             |

| 2010年11月5日 11:00 |

| スフィーダ世田谷FC | 1 - 2          | 吉備国際大学                   |
| 内山朋香 2分       | 公式記録 (PDF) | 高橋千帆 7分 · 福井しほり 90分 |

|  |

| 2010年11月5日 14:00 |

| HOYOスカラブFC | 0 - 0          | 豊田レディースFC |
|                | 公式記録 (PDF) |                  |

|  |

| 2010年11月6日 11:00 |

| HOYOスカラブFC  | 1 - 2          | スフィーダ世田谷FC              |
| 阿部由里夏 44分 | 公式記録 (PDF) | 笹子正恵 19分 · 田中麻里菜 41分 |

|  |

| 2010年11月6日 14:00 |

| 豊田レディースFC | 0 - 5          | 吉備国際大学                                                |
|                  | 公式記録 (PDF) | 高橋千帆 16分, 85分, 90分 · 中出ひかり 53分 · 杉田亜未 73分 |

|  |

| 2010年11月7日 11:00 |

| スフィーダ世田谷FC                    | 3 - 0          | 豊田レディースFC |
| 山田ゆり香 71分, 83分 · 薄田春果 75分 | 公式記録 (PDF) |                  |

|  |

| 2010年11月7日 14:00 |

| 吉備国際大学                                                                                      | 7 - 1          | HOYOスカラブFC  |
| 東依里 17分 · 東美希 23分 · 福井しほり 41分, 45分 · 野間文美加 55分 · 鎌田蘭 70分 · 丸本明奈 85分 | 公式記録 (PDF) | 姫野加奈子 67分 |

|  |

### チャレンジリーグ入れ替え戦
前述の大会で上位2チームに入った吉備国際と世田谷が、チャレンジリーグのそれぞれの地区で最下位となった清水、熊本とチャレンジリーグ参入をかけての入れ替え戦を行った。
| チーム #1          | 合計  | チーム #2          | 第1戦 | 第2戦 |
| ------------------ | ----- | ------------------ | ----- | ----- |
| 吉備国際大学       | 3 - 1 | 清水第八プレアデス | 3 - 0 | 0 - 1 |
| スフィーダ世田谷FC | 6 - 5 | ルネサンス熊本FC   | 3 - 3 | 3 - 2 |

| 2010年11月14日 11:00 |

| 吉備国際大学                                      | 3 - 0          | 清水第八プレアデス |
| 中出ひかり 39分 · 武田ありさ 55分 · 杉田亜未 70分 | 公式記録 (PDF) |                    |

| 高梁市神原スポーツ公園多目的広場, 高梁市 |

| 2010年11月14日 11:00 |

| スフィーダ世田谷FC                           | 3 - 3          | ルネサンス熊本FC                |
| 笹子正恵 7分 · 45+1分 (OG) · 田中麻里菜 47分 | 公式記録 (PDF) | 塚本舞 10分, 67分 · 寺澤希 85分 |

| ヴェルディグラウンド（人工芝）, 川崎市 |

| 2010年11月21日 11:00 |

| 清水第八プレアデス | 1 - 0          | 吉備国際大学 |
| 松下紀美 66分      | 公式記録 (PDF) |              |

| 清水蛇塚スポーツグラウンド, 静岡市 |

| 2010年11月21日 13:00 |

| ルネサンス熊本FC            | 2 - 3          | スフィーダ世田谷FC                      |
| 木村絵梨 11分 · 寺澤希 36分 | 公式記録 (PDF) | 田中麻里菜 17分, 86分 · 山田ゆり香 38分 |

| 観音山総合運動公園, 宇城市 |

以上の結果、吉備国際大学およびスフィーダ世田谷FCがチャレンジリーグに昇格、清水第八プレアデスおよびルネサンス熊本FCが地域リーグに降格。なお2チームともなでしこリーグ準加盟会員の資格があったが、規定により準加盟資格を失った